# Southampton (Bermudes)
Pour les articles homonymes, voir Southampton (homonymie).
La paroisse de Southampton est l'une des neuf paroisses des Bermudes.

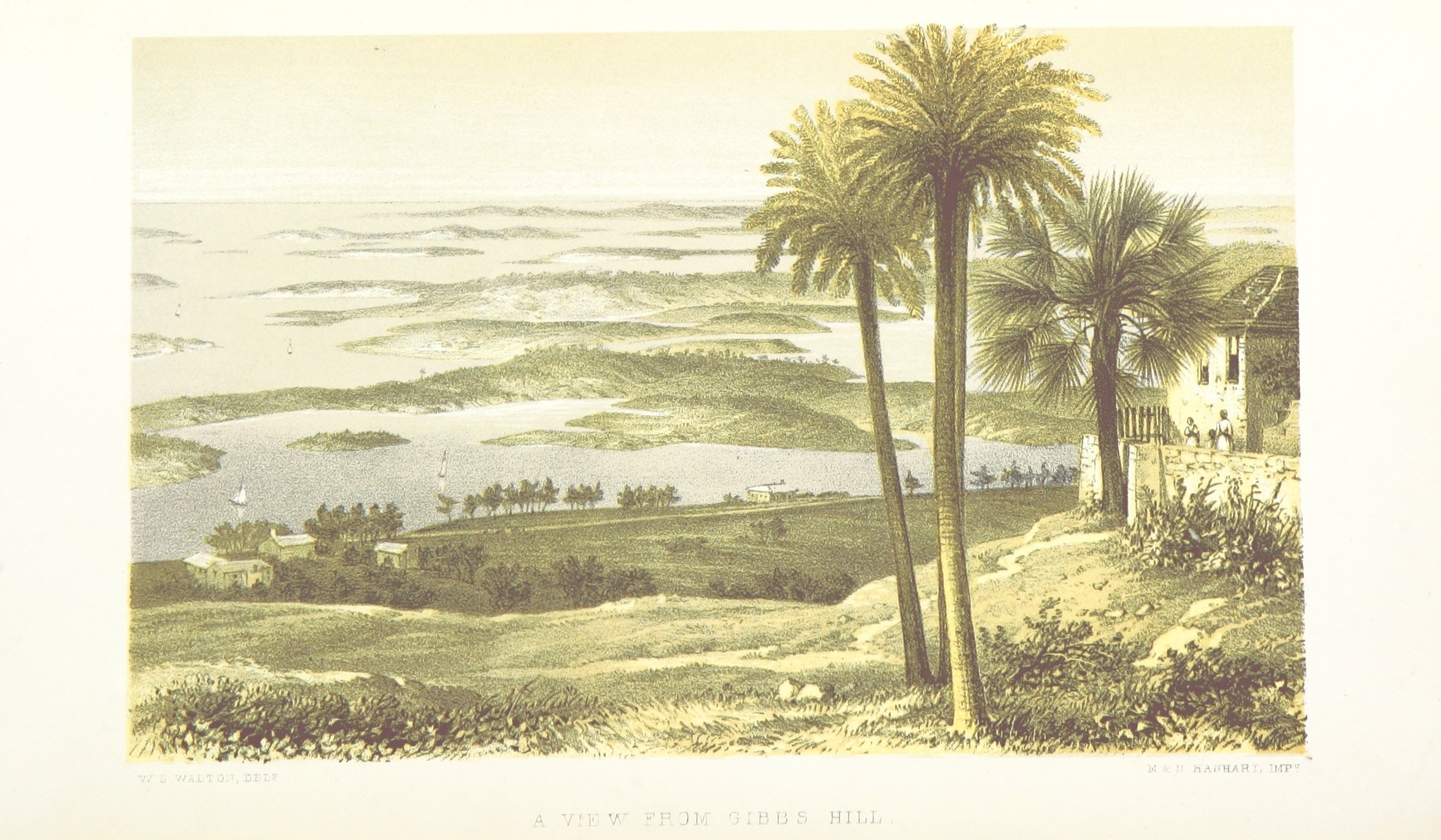
Une vue de Gibbs Hill, 1857